# Billings (Montana)
Pour les articles homonymes, voir Billings.
La ville de Billings est le siège du comté de Yellowstone, dans l’État du Montana, aux États-Unis. Sa population était de 104 170 habitants en 2010, estimée à 109 550 habitants en 2018. C'est la ville la plus peuplée de l’État. Billings est surnommée « la ville magique » en raison de sa rapide croissance depuis sa fondation comme une ville de chemin de fer en 1882. Il se disait alors que Billings « évoluait comme par magie », d’où son surnom. Son nom, quant à lui, est un hommage à Frederick H. Billings (en), qui fut président de la Northern Pacific Railway.
Plus grande ville de la région de l’est du Montana et du nord du Wyoming, elle sert de centre commercial et hôtelier pour les résidents et les voyageurs. Ceux-ci sont attirés (surtout en été) par le Parc national de Yellowstone, situé à proximité.

## Histoire
Le site occupé par Billings a d'abord été occupé par des Amérindiens Crows à partir du XVIIIe siècle. En 1806, William Clark a voyagé dans la région au sein de l'expédition Lewis et Clark et a inscrit son nom sur le Pompeys Pillar National Monument, une formation rocheuse située à 40 km au nord de Billings, le 25 juillet 1806. Cette marque constitue la seule preuve physique de l'expédition que l'on peut retrouver sur son trajet.
Billings a été fondée en 1877 près de la ville déjà existante de Coulson (en). Celle-ci était située sur la rivière Yellowstone, sur un emplacement idéal pour le transport fluvial. Lors de la construction du chemin de fer dans la région, Coulson fut totalement ignorée au profit de Billings. La ville connut alors une rapide croissance démographique au début du XXe siècle.
La ville continua de grandir après la Seconde Guerre mondiale et finit par dépasser Great Falls pour devenir la plus grande cité du Montana.

## Géographie
Billings est entourée par six chaînes de montagnes : les monts Beartooth à l'ouest, les Pryor Mountains et monts Big Horn au sud, les Crazy Mountains au nord-est, les Big Snowy Mountains au nord et les Wolf Mountains au sud-est.
La rivière Yellowstone traverse la ville.

## Transport
L'Interstate 90 traverse la ville de l'est vers l'ouest. L'Interstate 94 commence à quelques kilomètres à l'est de la municipalité.
L'agence Billings METropolitan Transit ou MET gère le réseau de transport en commun. Greyhound Lines et Rimrock Trailways proposent des services de cars régionaux et nationaux.
L’aéroport international de Billings Logan, situé au nord-ouest du centre-ville, propose des liaisons quotidiennes avec les autres villes du Montana et de l’ouest des États-Unis. Le code AITA de l’aéroport est BIL.

## Démographie
| Groupe            | Billings | Montana | États-Unis |
| ----------------- | -------- | ------- | ---------- |
| Blancs            | 89,6     | 89,4    | 72,4       |
| Amérindiens       | 4,4      | 6,3     | 0,9        |
| Métis             | 3,0      | 2,5     | 2,9        |
| Autres            | 1,4      | 0,6     | 6,2        |
| Asiatiques        | 0,8      | 0,6     | 4,8        |
| Afro-Américains   | 0,8      | 0,4     | 12,6       |
| Océaniens         | 0,1      | 0,1     | 0,2        |
| Total             | 100      | 100     | 100        |
|                   |          |         |            |
| Latino-Américains | 5,2      | 2,9     | 16,7       |

Selon l’American Community Survey pour la période 2011-2015, 95,95 % de la population âgée de plus de 5 ans déclare parler l'anglais à la maison, 1,68 % déclare parler l'espagnol, 0,78 % une langue amérindienne (principalement cri) et 1,59 % une autre langue.

## Climat
Le climat de Billings est de type continental et semi-aride, avec des étés chauds et des hivers froids. Les précipitations de neige sont assez abondantes, avec une hauteur annuelle de 1,52 mètre mais, grâce au chinook qui souffle de décembre à mars, la neige ne s'accumule pas.
| Mois                              | jan.  | fév. | mars | avril | mai  | juin | jui. | août | sep. | oct. | nov. | déc. | année |
| --------------------------------- | ----- | ---- | ---- | ----- | ---- | ---- | ---- | ---- | ---- | ---- | ---- | ---- | ----- |
| Température minimale moyenne (°C) | −10,2 | −7   | −3,8 | 1,1   | 6,3  | 11,1 | 14,6 | 13,7 | 8,1  | 3,1  | −3,6 | −8,6 | 2     |
| Température maximale moyenne (°C) | −0,1  | 3,7  | 7,7  | 13,9  | 19,3 | 25,3 | 30,4 | 29,3 | 22   | 15,9 | 6,9  | 1,3  | 14,6  |
| Précipitations (mm)               | 23    | 16   | 29   | 44    | 65   | 50   | 24   | 26   | 34   | 29   | 21   | 20   | 383   |
| dont neige (cm)                   | 27,2  | 16,8 | 27,2 | 20,1  | 4,8  | 0    | 0    | 0    | 4,3  | 9,1  | 19   | 23,9 | 152,4 |

## Galerie

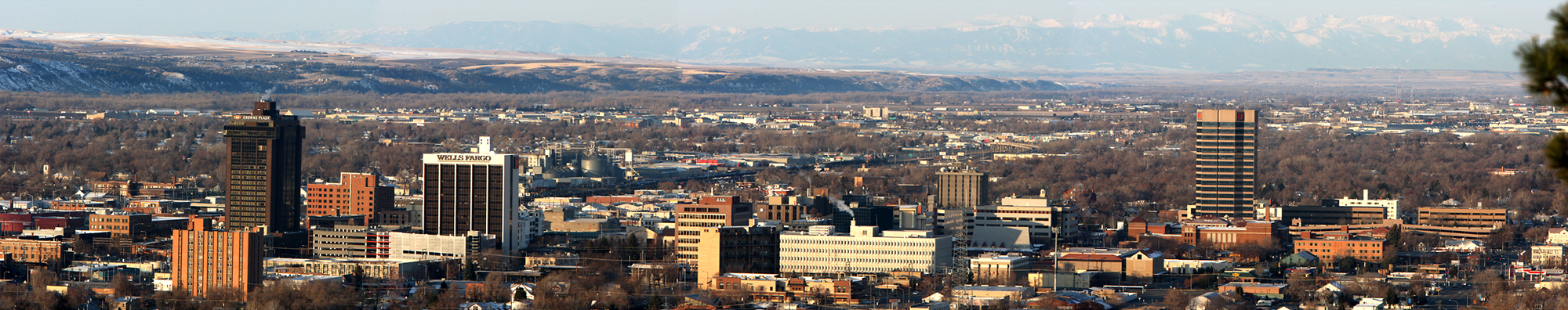
Vue générale de Billings. Au premier plan le quartier commercial et au loin les monts Beartooth
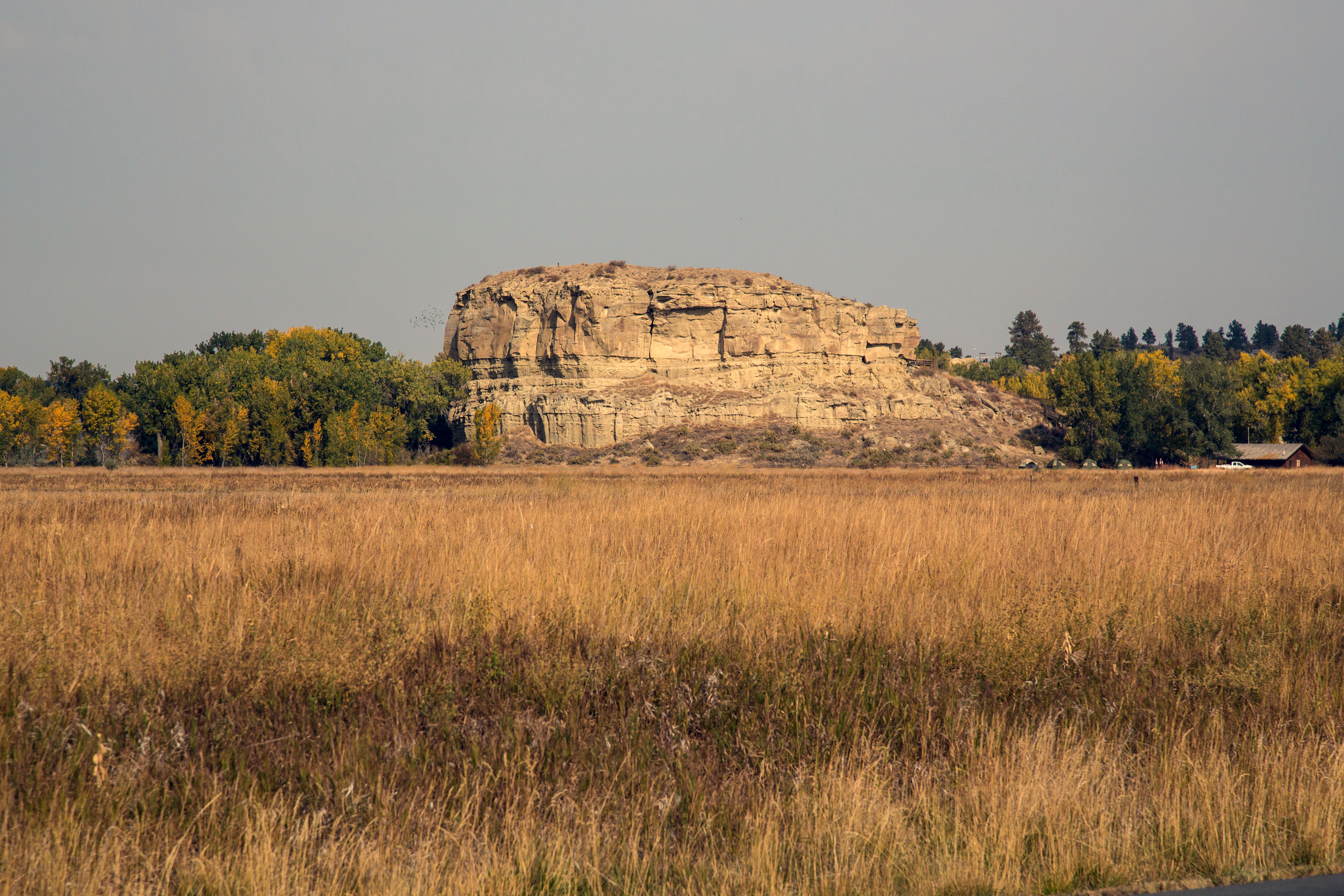
Pompeys Pillar
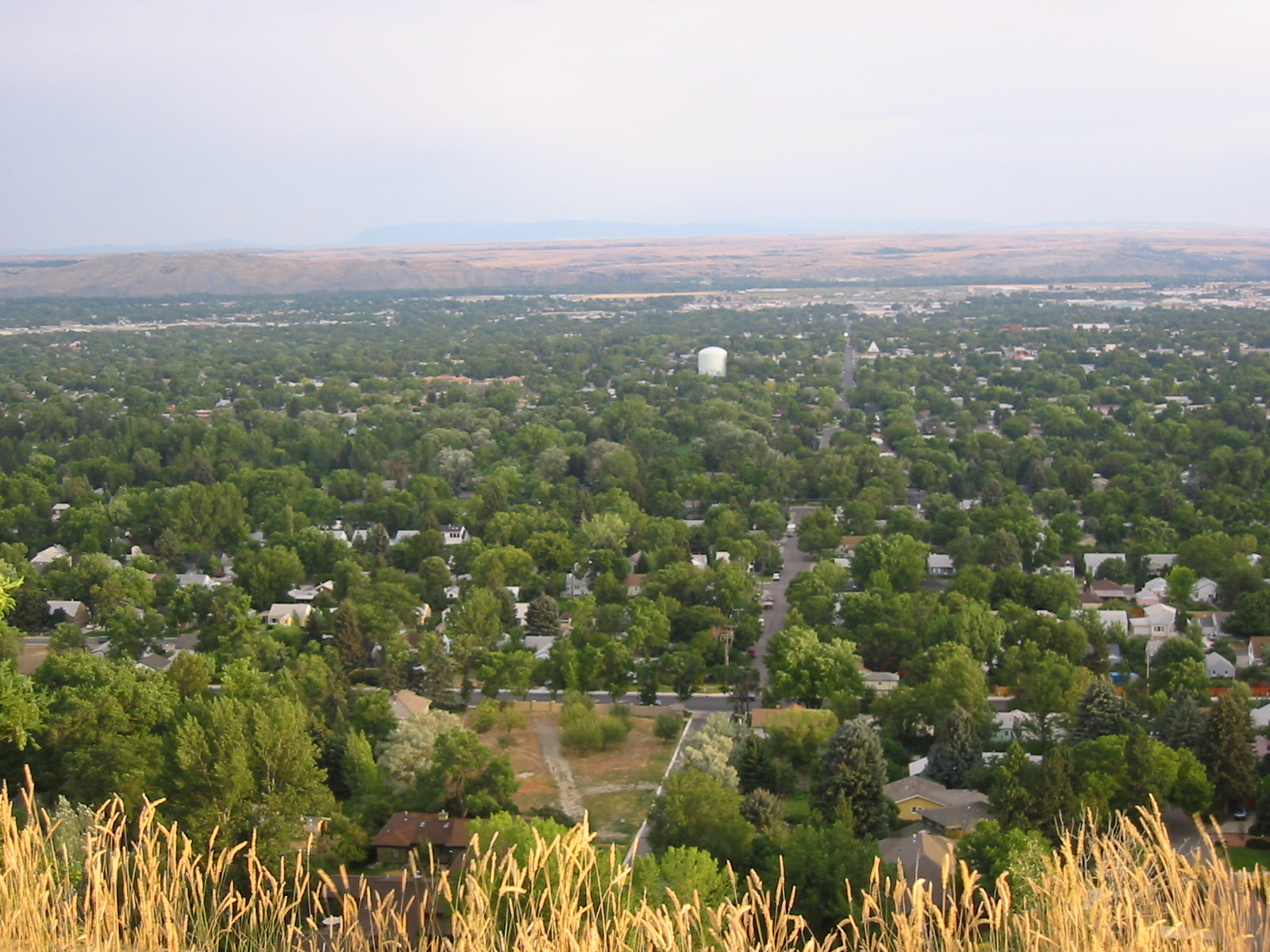
Quartier résidentiel de Billings